# Fatima al-Aqel
Fatima al-Aqel (àrab: فاطمة العاقل)  (Iemen, 1957 - Iemen, 11 de gener de 2012) va ser una activista per a persones amb discapacitat. Va dirigir la major part dels seus esforços defensant les dones amb ceguesa al Iemen. La presidenta de l'Associació àrab de Drets Humans, Raja Al-Masabi, va dir que el seu treball ha estat clau per educar les dones amb discapacitat visual al Iemen.

## Biografia
Mentre estudiava a la Universitat del Caire, Al-Aqel va perdre la vista. Va acabar el títol, malgrat la seva nova discapacitat, es va llicenciar en arts i va obtenir un diploma en estudis islàmics.
Al-Aqel va obrir la primera escola per a dones cegues al Iemen el 1995. Posteriorment, va fundar una organització, l'Al-Aman Organization Blind Women Care (AOBWC, جمعية الأمان لرعاية الكفيفات). El país del Iemen té una elevada taxa de ceguesa i malalties dels ulls, moltes de les quals poden tractar-se. Tot i això, molts iemenites no poden pagar un tractament, o en alguns casos, reben consells mèdics pobres i es queden cecs com a resultat. El 2012, es calculava que hi havia al voltant de 76.000 iemenites cecs, la majoria residents a les zones rurals. Al Iemen, les persones amb discapacitat s'enfronten a reptes difícils per rebre educació i accés a serveis socials i públics.
Al-Aqel volia que les dones del Iemen poguessin ser part activa de la societat i poder continuar la seva educació i poder obtenir feina. L'AOBWC com a grup dona suport a l'educació de les dones amb ceguesa per ajudar-les a participar en àmbits socials i polítics. El seu grup també ajuda a adaptar la literatura al braille. El grup també col·labora estretament amb el Ministeri d'Educació i altres fundacions similars. El 2001, Al-Aqel va signar un acord de cooperació mútua entre AOBWC i el British Cultural Council.
El 2012, Al-Aqel va ser homenatjada amb el Premi Balqis, un premi anual de 20.000 dòlars que es concedeix per reconèixer les contribucions de grups de dones al Iemen. Al-Aqel també va ser honorada al tercer Festival dels cecs anual de Sanà el 2013 pel seu treball a l'AOBWC, ja que es va esforçar per crear un «món més compassiu i atent per a cecs».